# Златоустово (Гагарінський район)
Златоустово (рос. Златоустово) — присілок Гагарінського району Смоленської області Росії. Входить до складу Пречистенського сільського поселення.
Населення — 64 особи. 